# Théâtre Thalia (Hambourg)
Le théâtre Thalia est l'un des trois théâtres appartenant à l’État allemand à Hambourg. Il fut fondé en 1843 par Charles Schwartzenberger et nommé d'après la muse Thalie. Aujourd'hui, il prépare neuf nouvelles pièces par saison. Le théâtre est géré par Ulrich Khuon.
En plus du bâtiment principal, situé sur la rue Raboisen dans le quartier de Hamburg-Altstadt, près de Binnenalster dans le centre-ville de Hambourg, le théâtre dispose aussi d'une scène plus petite, utilisée pour les pièces expérimentales, la Thalia in der Gaußstraße, située dans le quartier d'Altona.

## Sources